# Isaba
Isaba en espagnol ou Izaba en basque est une ville et une municipalité de la communauté forale de Navarre dans le Nord de l'Espagne, dans la vallée de Roncal.
Elle est située dans la zone linguistique mixte de la province.

## Géographie

### Localisation
Isaba / Izaba est située sur un promontoire, à la confluence des rivières Uztárroz et Belagua, qui forment, à partir de là, la rivière Eska. Le noyau urbain se trouve au pied du rocher d'Ardibidiguinea, non loin du mont Ezkaurre.
Le village est situé à 98 km de Pampelune, et fait frontière avec la France au nord (département des Pyrénées-Atlantiques), et la Province de Huesca (Aragon) à l'est. Il est limitrophe des communes suivantes :

### Relief
C'est sur son territoire que se dresse le point culminant de la Navarre : la Mesa de los Tres Reyes, appelée ainsi en raison de sa situation à la confluence des anciens royaumes de Navarre, d'Aragon et de France.
Le relief karstique qui s'étend sur une partie du territoire de la commune possède plusieurs réseaux souterrains de grande ampleur, dont celui de la Pierre Saint-Martin.

### Lieux-dits et quartiers
Isaba / Izaba se compose de six quartiers :
- Izarjentea
- Mendigatxa
- Barrikata
- Bormapea
- Burgiberria
- Garagardoya

## Démographie
Isaba / Izaba est la commune la plus peuplée de la vallée de Roncal, sa population en 2005 s'établissant à 481 habitants. Néanmoins, on ne peut qu'observer une diminution de la population depuis des décennies.
| Évolution démographique d'Isaba de 1897 à 1991                                                           | Évolution démographique d'Isaba de 1897 à 1991 | Évolution démographique d'Isaba de 1897 à 1991 | Évolution démographique d'Isaba de 1897 à 1991 | Évolution démographique d'Isaba de 1897 à 1991 | Évolution démographique d'Isaba de 1897 à 1991 | Évolution démographique d'Isaba de 1897 à 1991 | Évolution démographique d'Isaba de 1897 à 1991 | Évolution démographique d'Isaba de 1897 à 1991 | Évolution démographique d'Isaba de 1897 à 1991 | Évolution démographique d'Isaba de 1897 à 1991 |
| 1897 | 1900                                           | 1930                                           | 1940                                           | 1950                                           | 1960                                           | 1970                                           | 1975                                           | 1981                                           | 1986                                           | 1991                                           |
| --- | ---------------------------------------------- | ---------------------------------------------- | ---------------------------------------------- | ---------------------------------------------- | ---------------------------------------------- | ---------------------------------------------- | ---------------------------------------------- | ---------------------------------------------- | ---------------------------------------------- | ---------------------------------------------- |
| 982 | 992                                            | 925                                            | 795                                            | 914                                            | 806                                            | 664                                            | 681                                            | 652                                            | 605                                            | 586                                            |
| Sources de 1897 à 1970 : Wiki espagnole - Sources à partir de 1975 : Instituto de Estadística de Navarra |                                                |                                                |                                                |                                                |                                                |                                                |                                                |                                                |                                                |                                                |

| Évolution démographique                               | Évolution démographique | Évolution démographique | Évolution démographique | Évolution démographique | Évolution démographique | Évolution démographique | Évolution démographique | Évolution démographique | Évolution démographique | Évolution démographique |
| 1996                                                  | 1998                    | 1999                    | 2000                    | 2001                    | 2002                    | 2003                    | 2004                    | 2005                    | 2006                    | 2007                    |
| ----------------------------------------------------- | ----------------------- | ----------------------- | ----------------------- | ----------------------- | ----------------------- | ----------------------- | ----------------------- | ----------------------- | ----------------------- | ----------------------- |
| 562                                                   | 538                     | 533                     | 525                     | 535                     | 529                     | 500                     | 487                     | 481                     | 487                     | 483                     |
| Sources: Isaba et instituto de estadística de navarra |                         |                         |                         |                         |                         |                         |                         |                         |                         |                         |

## Administration
Isaba / Izaba appartient à la mancomunidad de la vallée de Roncal, à la circonscription judiciaire d'Aoiz, dans la comarque des Pyrénées Orientales (Roncal-Erronkari-Salazar) et à la mérindade de Sangüesa.
Le conseil municipal, outre le maire, comprend six conseillers. Le maire actuel est, depuis 1995, Miguel Ángel de Miguel (sans étiquette).
| Mandat    | Nom du maire                |
| --------- | --------------------------- |
| 1995-     | Ángel Luis De Miguel Barace |
| 1991-1995 | Domingo Ríos                |
| 1987-1991 | Gabriel Zalguizuri          |
| 1983-1987 | Carlos Añaut                |
| 1979-1983 | Miguel Ignacio Garcés       |
| 1975-1979 | Oreste Tapia                |

## Monuments
- Église Saint-Cyprien. Il s'agit d'un édifice à l'allure de forteresse, doté d'une tour massive, et construit en pierre de taille au XVe siècle. La nef est couverte d'une voûte d'ogives à nervures en étoiles, et débouche sur un chevet polygonal. Après le XVe siècle, l'église reçut deux chapelles latérales à voûte en berceau, de chaque côté de la nef. À l'intérieur prend place un retable plateresque, œuvre de S. Pérez de Cisneros exécutée en 1537. Une grille gothique du XVIe siècle sépare le chœur de la nef. Enfin, l'église possède également un orgue réalisé en 1751 par Sivestre Thomás, et restauré en 1977.
- Ermitage de Notre-Dame d'Idoya, situé à 900 mètres du bourg, auquel il est relié par un chemin de terre et de pierre. D'origine médiévale, cet ermitage fut agrandi au XVIe siècle. Il se présente sous la forme d'un rectangle fait de pierres de taille. En son intérieur se trouve un retable baroque du XVIIIe siècle, au centre duquel est conservée une sculpture gothique en bois, datant du XIIIe siècle, et représentant la Vierge d'Idoya, assise, l'enfant Jésus sur le genou gauche. Un Christ crucifié en bois polychrome du XVIe siècle est suspendu à l'un des murs. Adossée à l'ermitage se trouve la maison de l'ermite, dans laquelle est installé un petit musée ethnographique où sont présentés des objets de la vie quotidienne de la vallée, ainsi que des photographies anciennes.
- Ermitage de Notre-Dame d'Arrako
- Ermitage de Belén

## Personnalités
- Cipriano Barace (1641 - 1702). Jésuite, missionnaire et martyr.
- Angel Galé (1861 - 1941).
- Bernardo Estornés Lasa (1907 - 1999) : écrivain, éditeur et historien. Membre d'honneur de la Real Academia de la Lengua Vasca (Euskaltzaindia), l'Académie royale de la langue basque.
- Pedro Miguel Etxenike Landiribar (1950 - ) : physicien, prix Prince des Asturies en recherche scientifique et technique en 1998.
- Francisco Avizanda (1955 - ), réalisateur espagnol.

## Fêtes
- Pèlerinage à la Vierge d'Idoya, le lundi de Pentecôte
- Fête des Idoyas. Hommage aux personnes portant ce nom à la Vierge d'Idoya. Premier dimanche de juillet
- Tribut des Trois Vaches, le 13 juillet
- Pèlerinage à la Vierge d'Arrako, le 26 juillet
- Fêtes patronales de saint Jacques, du 24 au 28 juillet
- Fêtes de saint Cyprien, titulaire de la paroisse, du 15 au 18 septembre

## Jumelage
Arette (France) depuis 1977